# Glynn Saulters
Glynn Saulters, né le 10 février 1945 à Minden, en Louisiane, est un ancien joueur américain de basket-ball. Il évolue au poste de meneur.

## Palmarès
- Champion olympique 1968